# Arquelau de Macedònia
Arquelau (en llatí Archelaus en grec antic Ἀρχέλαος "Arkhélaos") fou fill il·legítim del rei Amintes III de Macedònia amb Gigea.
Junt amb els seus germans Arquideu (o Arrideu) i Menelau es va enemistar amb el seu mig germà Filip (Filip II de Macedònia). Un dels germans va morir per causa de Filip, i els altres dos, entre ells Arquelau, es van escapar a Olint, provocant segons Justí la guerra olíntia (349 aC) que va acabar amb la conquesta de la ciutat el 347 aC. Els dos prínceps van sercapturats per Filip i executats.